# تايلر غريني
تايلر غريني (بالإنجليزية: Tyler Greene)‏ هو لاعب كرة قاعدة أمريكي، ولد في 17 أغسطس 1983 في رالي في الولايات المتحدة.

## وصلات خارجية
- تايلر غريني على موقع دوري كرة القاعدة الرئيسي (الإنجليزية)
- تايلر غريني على موقعبيزبول رفرنس.كوم (الدوري الرئيسي) (الإنجليزية)
- تايلر غريني على موقعبيزبول رفرنس.كوم (الدوري الثانوي) (الإنجليزية)
- تايلر غريني على موقع إي إس بي إن.كوم (أم.أل.بي) (الإنجليزية)
- تايلر غريني على موقع مشجعي الرسوم البيانية (الإنجليزية)